# Phalanta cervinides
Phalanta cervinides är en fjärilsart som beskrevs av Hans Fruhstorfer 1904. Phalanta cervinides ingår i släktet Phalanta och familjen praktfjärilar. Inga underarter finns listade i Catalogue of Life.